# Hannes H. Wagner

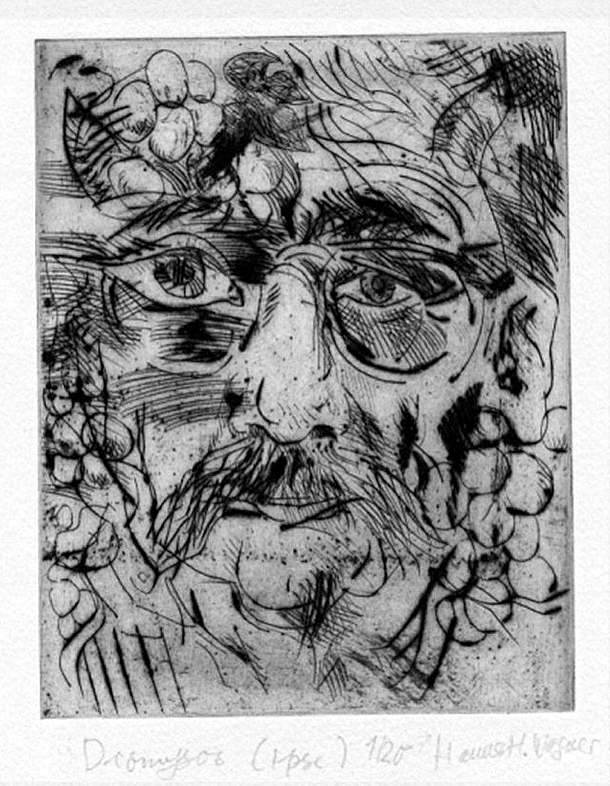
Selbst als Dionysos, Radierung 1995 / satirisches Selbstbildnis

Hannes H. Wagner (* 27. Januar 1922 in Schneeberg; † 11. Juli 2010 in Halle (Saale); eigentlich Johannes Hugo Wagner) war ein deutscher Maler und Grafiker und Hochschullehrer.

## Leben
Hannes H. Wagner entstammte einer Bergarbeiterfamilie aus Schneeberg. In seiner Generation entsprangen dieser Familie mehrere Künstler, so sein Cousin, der Maler Jochen Seidel und seine Schwester Sigrid Kupetz, die als Designerin der WMF und als Professorin für Design an der Gesamthochschule Kassel wirkte. Der Bruder Günter war Mitglied des Kreuzchores Dresden unter Rudolf Mauersberger, von ihm kam die musikalische Seite.
Nach dem Abitur in Schneeberg wurde Wagner 1941 zum Krieg eingezogen, nach der Kriegsgefangenschaft lernte er ab 1947 bei AGFA Wolfen Chemiefacharbeiter. Er blieb dort bis 1949. Wagner absolvierte von 1950 bis 1955 ein Studium der Malerei bei Charles Crodel und Kurt Bunge an der Kunsthochschule Burg Giebichenstein in Halle (Saale). Nach seinem Diplom erhielt er eine Aspirantur an der „Burg“. In der Zeit des sogenannten „Formalismusstreits“ wurde er selbst Opfer dieser stalinistischen Vorgehensweise und musste 1958 für mehrere Jahre die Hochschule verlassen. Das zu DDR-Zeiten relativ liberale Kollegium dieser Hochschule setzte sich später für seine Wiederberufung ein, zumeist waren die „Burg“-Lehrer selbst Betroffene dieses Formalismusstreits. Er arbeitete dann als Hochschullehrer, zuerst als Dozent und ab 1975 bis zu seiner Emeritierung 1987 als Professor an dieser Kunsthochschule.
Er begründete den Halleschen Kunstverein mit Kollegen 1990 wieder neu und war selbst Vorsitzender des Freundes- und Förderkreises der Burg Giebichenstein Kunsthochschule Halle von 1993 bis 1996.
Hannes H. Wagner war mit der Bildhauerin Heidi Wagner-Kerkhof verheiratet. Von 1990 bis 2000 lebten sie in Hohen Neuendorf bei Berlin, im Jahr 2000 kehrten sie nach Halle (Saale) zurück. Der Hauptgrund der Rückkehr war die langsame Abnahme seines Sehvermögens bis zur völligen Erblindung 2005.
Sie haben eine Tochter, die Opernsängerin Anja Daniela Wagner.

## Wirken
Wagner arbeitete vielfach zu Themen aus der Literatur, insbesondere zu Elias Canetti, Christoph Martin Wieland und Hermann Kasack. So entstanden 1996 50 Ölpastelle zu Hermann Kasacks „Stadt hinter dem Strom“. Zu Hermann Kasack hatte Wagner am Anfang seines Studiums 50 Jahre zuvor schon gearbeitet, damals entstanden Lithografien.
Zu Wieland gestaltete er 25 Zeichnungen zu dem Roman „Die Abderiten“, diese befinden sich jetzt im Wieland-Museum in Biberach an der Riß.
Ein Schaffensschwerpunkt waren seit 1970 auch seine satirische Grafik und zeitkritische Malerei. Beispiele für die zeitkritische Malerei sind das Bild König Fußball (1975, Besitz: Kunstmuseum Moritzburg, Halle), das Fußball–Fan–Bild (1978, heute Besitz des Landes Sachsen-Anhalt), das Bild Wintertag, eine symbolische Darstellung der Umweltverschmutzung und des Eingeschlossenseins zu DDR-Zeiten (1978, Besitz des Landes Sachsen-Anhalt, z. Zt. als Leihgabe im Archiv der Kunsthochschule Burg Giebichenstein Halle) und das Bild Blick aus meinem Atelierfenster (Besitz: Kunstmuseum Moritzburg).
Das Bild Der Bildhauer Richard Horn und Frau befindet sich im Museum der bildenden Künste Leipzig,
eine Ehrung des Alters und den mit ihm befreundeten Kollegen.
In den letzten Jahren seines bildnerischen Schaffens widmete er sich speziell den Techniken des Ölpastells und der Radierung. Es entstand ein Radierwerk von knapp 200 Radierungen.
Zu Elias Canetti schuf er eine Gruppe Ölpastelle, von denen eine Arbeit in der Kunstsammlung Gera ist. 1996 bis 1998 entstanden zwei Reihen Ölpastelle, einmal zu Hermann Kasacks Stadt hinter dem Strom und als letzte Gruppe die Verborgenen Bildnisse, davon besitzt das Land Sachsen-Anhalt das Selbstbildnis mit Hut.
1992 gewann er in Potsdam den Voltaire-Wettbewerb mit dem Ölpastell Friedrich und Voltaire, diese Arbeit befindet sich heute im Potsdam-Museum.
Seit 1995 war er auch als Aphoristiker tätig, mit drei Veröffentlichungen. Zuerst erschien 1999 bei Edition Ehrt Menschhausen–spezial. 2002 erschien eine Mappe mit Aphorismen und Originalgrafiken Lose Blätter – Lose Sprüche. Die dritte Veröffentlichung hieß Leben zum Fressen gern und erschien 2007 und 2009 in der Edition Menschhausen.

Zitat der Kunsthistorikerin Dorit Litt zu seinem Schaffen (Kulturreport 2003):

„Hannes H. Wagner wird immer wieder als Meister der Satire und des Humors charakterisiert. Dies trifft zweifellos für viele seiner Zeichnungen, Radierungen und Aphorismen zu. Seine bildkünstlerischen Arbeiten aus den letzten Schaffensjahren verweisen indes weniger auf ein ironisch-heiteres Wesen, sondern eher auf ein nachdenkliches und besinnliches Temperament. Dies gilt auch für die Reihe der Verborgenen Bildnisse, die er von 1995 bis 1998 schuf“.

## Schüler
Zu seinen Schülern zählten unter anderem: Angelika Brzoska, Lutz Bolldorf, Henri Deparade, Steffi Deparade-Becker, Reiner Ende, Ludwig Ehrler, Manfred Gabriel, Mathias Grimm, Dieter Gilfert, Ulrich Goette Himmelblau, Volker Henze, Jürgen Hohmuth, Rita Holland, Karl-Heinz Köhler, Heino Koschitzki, Werner Liebmann, Heike Lichtenberg, Klaus Dieter Locke, Herbert Malchow, Max Georg Marcks, Fritz Müller, Rystany Ömersak (Mongole), Ralf Penz, Peter Preiß, Günther Rechn, Klaus Sängerlaub, Andreas Schmidt, Beate Schotte, Benno Schulz, Christoph Schulz, Gerhard Schwarz, Hans-Joachim Triebsch, Bernd Wilke, Dieter Zimmermann.

## Darstellung Wagners in der bildenden Kunst
- Martin Wetzel: Porträt des Malers Johannes Wagner (1966, Porträtbüste, Bronze)[1]

## Ehrungen (unvollständig)
- 1969: Händelpreis des Bezirkes Halle
- 1974: Dr. Theodor-Neubauer-Medaille in Silber
- 1980: Orden Banner der Arbeit III. Klasse
- 1987: Vaterländischer Verdienstorden in Silber
- 1991: 1. Preis beim Wettbewerb zur Ausstellung „Voltaire in Potsdam“
- 1998: Kulturpreis des Landkreises Oberhavel

## Öffentliche Sammlungen und Museen mit Werken Wagners (unvollständig)
- Stiftung Moritzburg – Kunstmuseum des Landes Sachsen-Anhalt
- Museum der bildenden Künste Leipzig
- Kupferstichkabinett Berlin
- Deutsches Historisches Museum Berlin
- House of Humour and Satire Gabrowo (Bulgarien)
- Potsdam–Museum
- Kunstsammlung Gera
- Kunstsammlung Neubrandenburg
- Staatliches Museum Schwerin, Kupferstichkabinett
- Kreismuseum Oranienburg
- Schlossmuseum Bernburg
- Wieland-Museum Biberach an der Riß
- Sammlung des Evangelischen Kunstdienstes Berlin
- Sammlung des Archivs der Kunsthochschule Burg Giebichenstein in Halle (Saale)
- Kunstsammlung des Landes Sachsen-Anhalt
- Galerie Moritzburg Zeitz
- Christian-Morgenstern-Museum Werder
- Staatsbibliothek zu Berlin
- Kulturhistorisches Museum Schloss Merseburg[2]

## Ausstellungen
Wagner hatte 120 Einzelausstellungen im In – und Ausland und viele Beteiligungen in Gemeinschaftsausstellungen.

### Personalausstellungen (Auswahl)
- 1975 Kunstmuseum Moritzburg Halle (Saale), (K)
- 1976 Neubrandenburg, Kulturzentrum
- 1977 Romanisches Haus, Bad Kösen
- 1978 Bernburg Schlossmuseum und Erlabrunn (mit Eva Mahn)
- 1980 Galerie ZB, Wien (K)
- 1981 Kunst der Zeit, Dresden
- 1982 Leibniz-Klubgalerie, Leipzig und Galerie Roter Turm und Galerie am Hansering, Halle (Saale)
- 1983 Galerie Stula, Hannover (mit Christina Brade und Martin Möhwald)
- 1984 Burg-Galerie, Magdeburg (K)
- 1986 Staudenhofgalerie, Potsdam (K)
- 1988 Schloss Molsdorf bei Erfurt
- 1992 Museumsgalerie, Gotha
- 1992 Galerie Marktschlösschen, Halle (Saale) (Katalog/Monografie) und Schloss Oranienburg
- 1994 Grauer Hof Aschersleben (mit Heidi Wagner-Kerkhof)
- 1995 Kunstverein Halle (Saale) (K) und MDC Berlin-Buch (K)
- 1996 BBK-Galerie Karlsruhe
- 1997 Galerie im Dom, Berlin
- 1998 Landesbibliothek Potsdam und Galerie Pankow (mit vier Kollegen) (K)
- 2001 Galerie Kunstflügel, Rangsdorf b. Berlin (mit Heidi Wagner-Kerkhof)
- 2002 Kunstverein „Talstrasse“, Halle und Zeitkunstgalerie, Halle
- 2003 Kunstverein Halle (K) und Kunstverein Centre Bagatelle, Berlin (K)
- 2004 Braith-Mali-Museum, Biberach an der Riß
- 2007 Galerie Dr. Stelzer und Zaglmaier (mit Heidi Wagner-Kerkhof), Halle (Saale)

#### Postum
- 2012 Galerie Zaglmaier (mit Heidi Wagner-Kerkhof), Halle (Saale)
- 2012 Galerie Himmelreich, Magdeburg
- 2014 Willi-Sitte-Galerie Merseburg, (mit Heidi Wagner-Kerkhof)
- 2015 3 markante Burg-Lehrer, Hallescher Kunstverein, (mit Willi Sitte und Gerhard Voigt)
- 2021 Grenzerfahrungen, Hommage zum 100., Kunsthalle „Talstraße“ Halle, mit 5 weiteren Künstlern, Kuratoren Mathias Rataiczyk und Dorit Litt (K)
- 2021 Merseburger Sprüche und Sprünge, Hommage auf den Realismus, Willi-Sitte-Galerie Merseburg (K)
- 2022 Hannes H. Wagner zum 100. Geburtstag, Hallescher Kunstverein

### Teilnahme an zentralen und wichtigen regionalen Ausstellungen in der DDR
- 1957 bis 1984: Halle/Saale, sechs Bezirkskunstausstellungen
- 1958 bis 1988: Dresden, Vierte Deutsche Kunstausstellung bis X. Kunstausstellung der DDR
- 1969, 1977 und 1983: Leipzig, Messehaus am Markt („Kunst und Sport“)
- 1969/1970: Berlin, Altes Museum („Architektur und Bildende Kunst. Ausstellung zum 20. Jahrestag der DDR“)
- 1970: Berlin, Altes Museum („Im Geiste Lenins“)
- 1975: Schwerin, Staatliches Museum („Farbige Grafik in der DDR“)
- 1977: Berlin und weitere Städte („100 ausgewählte Grafiken“)
- 1979: Berlin, Altes Museum („Jugend in der Kunst“)
- 1989: Berlin, Akademie-Galerie im Marstall („Bauleute und ihre Werke. Widerspiegelungen in der bildenden Kunst der DDR“)